# CE Constància
Der Club Esportiu Constància ist ein spanischer Fußballverein aus der spanischen Kleinstadt Inca, Balearen. Der 1922 gegründete Klub spielt in der Saison 2015/16 in der Tercera División, Gruppe 11.

## Geschichte
Der Club Esportiu Constància wurde im Jahre 1922 gegründet. Seine erfolgreichste Zeit hatte er während der 1940er und 1960er Jahre, als der Balearen-Club in der Segunda División, der zweithöchsten spanischen Liga, insgesamt elf Jahre lang spielte.
Das erste Mal spielte Constancia in der Saison 1941/42 zweitklassig. Nach vier Jahren musste der Verein jedoch den Gang in die dritte Liga antreten. Erst nach 17 Jahren konnte die Mannschaft 1962 in die Segunda División zurückkehren. Nach weiteren sechs Jahren spielte Constancia erneut in der Tercera División. Seit 1968 gelang den Mallorquinern nicht mehr die Rückkehr in den Profifußball.

## Stadion
CE Constancia spielt im Nou Camp d’Inca, Inca, Balearen, welches eine Kapazität von 10.000 Zuschauern hat. Das Stadion wurde im Jahre 1922 eingeweiht.

## Spielzeiten
- 2004/2005: Tercera División – 1. Platz
- 2005/2006: Tercera División – 13. Platz
- 2006/2007: Tercera División – 15. Platz
- 2007/2008: Tercera División -

## Clubdaten
- Spielzeiten Liga 1: 0
- Spielzeiten Liga 2: 11
- Spielzeiten Liga 2B: 1
- Spielzeiten Liga 3: 47

## Erfolge
- Meister Tercera División: In sieben Spielzeiten.
- Vize-Meister Tercera División: In neun Spielzeiten.